# 자오정위
자오정위(중국어 정체자: 趙正宇, 병음: Zhào Zhèngyû, 1966년 3월 29일 ~ )는 타이완의 정치인이다. 2016년 타오위안시 제6선거구의 입법위원으로 당선되었다.